# Aix-en-Pévèle
Aix-en-Pévèle, chiamato Aix fino al novembre del 2018, è un comune francese di 1 104 abitanti situato nella Pévèle, nel dipartimento del Nord, nella regione dell'Alta Francia. Il comune di Aix-en-Pévèle confina con il Belgio nella sua estremità nord-orientale.

## Storia

### Simboli
Secondo Théodore Leuridan, nel suo Armorial des communes du département du Nord del 1909, lo stemma del comune riprende il blasone della famiglia fiamminga du Chastel de La Howarderie, che possedette la signoria di Aix dal XIV secolo al 1789.

## Società

### Evoluzione demografica
Abitanti censiti